# Stanford White
Stanford White (New York, 9 novembre 1853 – New York, 25 giugno 1906) è stato un architetto statunitense, nonché socio dello studio d'architettura di McKim, Mead e White.
Il suo stile rappresenta un aspetto della stagione del Rinascimento americano.

## Biografia
Ha progettato una lunga serie di residenze per l'alta società newyorkese e molti edifici pubblici, istituzionali e religiosi. Suo è il disegno della tomba di Marian Hooper Adams e del marito Henry Brooks Adams, nel Cimitero di Rock Creek a Washington.
Nel 1906 White fu assassinato dal milionario Harry Kendall Thaw, geloso della relazione che la moglie Evelyn Nesbit aveva avuto con lui. Dalla vicenda sono stati tratti i film L'altalena di velluto rosso e Ragtime. Nel primo, il suo personaggio è interpretato da Ray Milland, nel secondo da Robert Joy.